# Ibrahim
Ibrahim (arabisch إبراهيم, DMG Ibrāhīm) ist ein arabischer männlicher Vorname sowie Familienname. Der Name entspricht jenem der biblischen Figur Abraham und wird von arabischsprachigen Muslimen, Christen, Atheisten und Juden gleichermaßen verwendet. Die türkische Form des Namens ist İbrahim.

## Namensträger

### Historische Zeit
- Ibrahim, im Islam die biblische Person Abraham, siehe Abraham im Islam
- Ibrahim I. ibn al-Aghlab († 812), Emir der Aghlabiden in Tunesien von 800 bis 812
- Ibrāhīm ibn Masʿūd (1032/1033–1099), Sultan der Ghaznawiden
- Ibrahim I. (Shirvan), Schah von Shirvan von 1382 bis 1417
- Ibrahim II. Lodi, Sultan von Delhi von 1517 bis 1526
- Ibrahim ibn Yaqub, Fernhändler und Chronist
- Abu Ibrahim Ahmad († 863), Emir der Aghlabiden in Tunesien von 856 bis 863
- Abu Ishaq Ibrahim I. († 1283), Kalif der Hafsiden in Tunesien von 1279 bis 1283
- Abū Ishāq Ibrāhīm II. (850–902), Emir der Aghlabiden in Tunesien von 875 bis 902
- Sultan Ibrahim Mirza (1540–1577), Neffe von Schah Tahmasp 2.

### Vorname
- Aboubacar Ibrahim Abani (* 1962), nigrischer Diplomat
- Ibrahim Abbud (1900–1983), sudanesischer Politiker, Staatspräsident von 1958 bis 1964
- Ibrahim Afellay (* 1986), niederländischer Fußballspieler marokkanischer Herkunft
- Ibrahim Bilali (* 1965), kenianischer Boxer
- Ibrahim Bin Amir (* 1961), malaysischer Poolbillardspieler
- Ibrahim Böhme (1944–1999), deutscher Politiker und Stasi-Informant
- Ibrahim Coulibaly (1964–2011), ivorischer Rebellenführer
- Ibrahim Ferrer (1927–2005), kubanischer Musiker
- İbrahim Kaypakkaya (1948–1973), türkischer Gründer der Türkiye Komünist Partisi/Marksist-Leninist
- Ibrahim Koma (* 1987), französischer Schauspieler
- Ibrahim al-Koni (* 1948), libyscher Schriftsteller
- Ibrahim Nasir (1926–2008), maledivischer Politiker, Staatspräsident
- Ibrahim Nomao (* 1963), nigrischer Politiker und Manager
- Ibrahim Pascha (1789–1848), ägyptischer General und Vizekönig 1847
- Ibrahim Rugova (1944–2006), kosovarischer Schriftsteller und Politiker, Staatspräsident
- Ibrahim Sekagya (* 1980), ugandischer Fußballspieler
- Malam Ibrahim Shekarau (* 1955), nigerianischer Politiker
- Ibrahim Tanko (* 1977), ghanaischer Fußballspieler und -trainer

#### Ebrahim
- Ebrahim Afsah (* 1972), deutsch-iranischer Rechtswissenschaftler
- Ebrāhim Schah Afschār († 1749), Schah von Persien
- Ebrahim Alkazi (1925–2020), indischer Theaterregisseur und Kunstsammler
- Ebrahim Ehrari (* 1938), iranischer Künstler
- Ebrahim Gabriels, südafrikanischer islamischer Theologe
- Ebrahim Golestan (1922–2023), iranischer Filmemacher und Schriftsteller
- Ebrahim Hakimi (1871–1959), iranischer Politiker
- Ebrahim Hamedi (* 1949), iranischer Sänger und Popmusiker, siehe Ebi (Musiker)
- Ebrahim Nabavi (1958–2025), iranischer Satiriker
- Ebrahim Patel (* 1962), südafrikanischer Politiker
- Ebrahim Raisi (1960–2024), iranischer Staatspräsident
- Ebrahim Rasool (* 1962), südafrikanischer Politiker
- Ebrahim M. Samba (1932–2016), gambischer Mediziner und WHO-Direktor für Afrika
- Ebrahim Yazdi (1931–2017), iranischer Politiker

### Familienname
- Abass Ibrahim (Nachrichtendienstmitarbeiter), libanesischer Nachrichtendienstmitarbeiter
- Abass Ibrahim (Sänger) (* 1988), saudischer Sänger
- Abass Ibrahim (Fußballspieler) (* 1998), nigerianischer Fußballspieler
- Abdallah Ibrahim (1918–2005), marokkanischer Politiker
- Abdisalam Ibrahim (* 1991), somalisch-norwegischer Fußballspieler
- Abdoulaye Ibrahim (* 1986), togoischer Fußballspieler
- Abdullah Ibrahim (* 1934), südafrikanischer Pianist
- Abdullahi Ibrahim (1939–2021), nigerianischer Politiker
- Abdullrahman Ibrahim a Ibrahim (* 1981), katarischer Ringer
- Abdulwahab Ibrahim (* 1999), ghanaischer Fußballspieler
- Abraham Ibrahim (* 1984), syrischer Tennisspieler
- Abu Ibrahim, Pseudonym von Christian Ganczarski (* 1966), deutscher Terrorist und Islamist
- Abu Ibrahim (Politiker), nigerianischer Politiker (ANPP)
- Abu Ibrahim Ahmad († 863), Emir der Aghlabiden in Ifriqiya
- Ahmad Ibrahim (Schiedsrichter) (* 1985), jordanischer Fußballschiedsrichter
- Ahmad Ibrahim (Fußballspieler) (* 1992), irakischer Fußballspieler
- Ali Ibrahim (Fußballspieler) (* 1969), ghanaischer Fußballspieler
- Ali Ibrahim (Ruderer) (1971–2010), ägyptischer Ruderer
- Ali Ibrahim (Leichtathlet) (* 1971), dschibutischer Mittelstreckenläufer
- Aminatu Ibrahim (* 1979), ghanaische Fußballspielerin
- Amirul Hamizan Ibrahim (* 1981), malaysischer Gewichtheber
- Ammar Ismail Yahia Ibrahim (* 1996), katarischer Sprinter
- Anwar Ibrahim (* 1947), malaysischer Politiker
- Bashir Ibrahim (* 1979), kuwaitischer Leichtathlet
- Blessing Ibrahim (* 1992), nigerianische Dreispringerin
- Chevikar Ibrahim (1876–1947), ägyptische Feministin
- Daud Ibrahim (1947–2010), malaysischer Radrennfahrer
- Dawood Ibrahim (* 1955), indischer Krimineller
- Dennis Ibrahim (* 1974), deutsch-nigerianischer Fußballspieler
- Elham Ibrahim (* 1950), ägyptische Elektrotechnikerin, Hochschullehrerin und Politikerin
- Fares Ibrahim (* 1998), katarischer Gewichtheber
- Fatima Ahmed Ibrahim (1934–2017), sudanesische Menschenrechtlerin
- Fouad Ibrahim (* 1938), deutsch-ägyptischer Geograph
- Fuad Ibrahim (* 1991), äthiopisch-amerikanischer Fußballspieler
- Ghassan Ibrahim (* 1977), syrischer Journalist
- Gihan Ibrahim, ägyptisch-amerikanische Bürgerjournalistin, Aktivistin und Bloggerin
- Gregorius Yohanna Ibrahim (* 1948), syrischer Geistlicher, Erzbischof von Aleppo
- Hassan Bouh Ibrahim (* 1997), dschibutischer Langstreckenläufer
- Hassan Hussein Ibrahim (* 1993), somalischer Fußballspieler
- Hauwa Ibrahim (* 1968), nigerianische Juristin
- Haym Ibrahim (* 1998), komorischer Fußballspieler
- Hindou Oumarou Ibrahim (* 1984), tschadische Bürgerrechtlerin
- Houssein Gaber Ibrahim (* 1999), dschibutischer Schwimmer
- Ibrahim Ibrahim (Fechter) (* 1982), ägyptischer Fechter
- Ibrahim Michael Ibrahim (* 1962), libanesischer Bischof in Kanada
- Ibrahim Namo Ibrahim (* 1937), irakischer Geistlicher, Bischof von Saint Thomas the Apostle of Detroit
- Ibrahim Saad Al-Ibrahim (* 1944), saudischer Diplomat
- Isa bin Ibrahim (* 1935), bruneiischer Politiker
- Ismasufian Ibrahim (* 1974), bruneiischer Tennisspieler
- Issa Ibrahim (1922–1991), nigrischer Politiker
- Izz ad-Din Ibrahim (1928–2010), ägyptischer Kulturberater
- Juma Saddam Ibrahim (* 1993), ugandischer Fußballspieler
- Jussuf Ibrahim (1877–1953), ägyptisch-deutscher Kinderarzt
- Kanizat Ibrahim (* 1975), komorische Fußballfunktionärin
- Karam Ibrahim (* 1979), ägyptischer Ringer
- Khalfan Ibrahim (* 1988), katarischer Fußballspieler
- Khalil Ibrahim (Wasserspringer) (1909–1998), ägyptischer Wasserspringer
- Khalil Ibrahim (Rebellenführer) (1957/1958–2011), sudanesischer Rebellenführer
- Khalil Ibrahim (Gewichtheber) (* 1965), ägyptischer Gewichtheber
- Lila Ibrahim, amerikanische Ingenieurin und Geschäftsfrau
- Michael Ibrahim, kanadischer Saxophonist
- Mahmoud Hafiz Ibrahim (* 1993), saudischer Sprinter
- Marc Anthony Ibrahim (* 2002), libanesischer Hürdenläufer
- Miriam Ibrahim (* 1981), deutsch-äthiopische Dramaturgin und Regisseurin
- Mo Ibrahim (Mohammed Ibrahim; 1946), britisch-sudanesischer Mobilfunkunternehmer
- Moaaz Mohamed Ibrahim (* 1999), katarischer Diskuswerfer
- Mohammad Ibrahim (* 1997), bangladeschischer Fußballspieler
- Mohamed Ibrahim (Kalligraph) (1909–1970), ägyptischer Kalligraf
- Mohamed Ibrahim (Radsportler) (* 1942), ägyptischer Radrennfahrer
- Mohamed Ibrahim (Sitzvolleyballspieler) (* 1979), ägyptischer Sitzvolleyballspieler
- Mohamed Ibrahim (Handballspieler) (Mohamed Ibrahim Ramadan; * 1984), ägyptischer Handballspieler
- Mohamed Ibrahim (Snookerspieler) (* 1990), ägyptischer Snookerspieler
- Mohamed Ibrahim (Fußballspieler) (* 1992), ägyptischer Fußballspieler
- Mohamed Ibrahim Moustafa (* 1953), ägyptischer Politiker
- Mohamed Ali Ibrahim, somalischer Fußballspieler
- Mohamed Ismail Ibrahim (* 1997), dschibutischer Langstreckenläufer
- Mohamed Mohamud Ibrahim (* 1946/1947), somalischer Politiker
- Mohamed Youssef Ibrahim (* 1947), ägyptischer Politiker
- Mohammed Ibrahim (* 1946), britisch-sudanesischer  Mobilfunkunternehmer, siehe Mo Ibrahim
- Mohammed Ibrahim (Politiker) (* 1953), ägyptischer Politiker und Innenminister im Kabinett Beblawi
- Mohammed Ibrahim (Fußballtrainer) (* 1962), kuwaitischer Fußballtrainer
- Mohammed Ibrahim (Jurist) (* 1975), kenianischer Jurist und Richter
- Mohammed Ibrahim (Schiedsrichter) (* 1986), sudanesischer Fußballschiedsrichterassistent
- Mohammed Ibrahim Suleiman (* 1946), ägyptischer  Politiker
- Mohammed Nuri Ibrahim, saudi-arabischer Diplomat
- Moussa Ibrahim (* 1974), libyscher Politiker
- Mubal Azzam Ibrahim (* 2000), maledivischer Schwimmer
- Mutaz Ibrahim (* 1990), libyscher Fußballschiedsrichter
- Nadine Ibrahim, nigerianische Filmschaffende und Regisseurin
- Nasreena Ibrahim, maledivische First Lady
- Nassam Ibrahim (* 1997), ghanaischer Fußballspieler
- Nebil Ibrahim (* 2000), schwedischer Boxer
- Nizar Ibrahim (* 1982), deutsch-marokkanischer Wirbeltierforscher, Paläontologe und vergleichender Anatom
- Omar Ibrahim (Musiker), Bassist der Band LaFee
- Omar Ibrahim (Sportschütze) (* 1998), ägyptischer Sportschütze
- Rabiu Ibrahim (* 1991), nigerianischer Fußballspieler
- Raymond Ibrahim (* 1973), US-amerikanischer Bibliothekar, Übersetzer, Autor und Kolumnist
- Saad Eddin Ibrahim (1938–2023), ägyptisch-US-amerikanischer Soziologe, Autor und Menschenrechtsaktivist
- Salah Ibrahim (* 1986), sudanesischer Fußballspieler
- Salma Hany Ibrahim (* 1996), ägyptische Squashspielerin, siehe Salma Hany
- Salou Ibrahim (* 1979), ghanaisch-belgischer Fußballspieler
- Samir Ibrahim (* 1972), ägyptischer Fußballspieler, siehe Samir Kamouna
- Sana Ibrahim (* 2003), ägyptische Squashspielerin
- Selma Ibrahim (* 1995), norwegische Moderatorin
- Shivakiar Ibrahim (1876–1947), Ehefrau des ägyptischen Königs Fu'ād I.
- Waleed bin Ibrahim Al Ibrahim, saudi-arabischer Unternehmer
- Yasser Ibrahim (* 1993), ägyptischer Fußballspieler
- Yassin Ibrahim (* 2000), deutsch-sudanesischer Fußballspieler
- Youssef Ibrahim (* 1999), ägyptischer Squashspieler
- Yusuf Hassan Ibrahim, somalischer Politiker

### Filmtitel
- Ibrahim (2020)
- Ibrahim (2007)
- Ibrahim (1984)
- Monsieur Ibrahim, kurz für Monsieur Ibrahim und die Blumen des Koran (Film)

Siehe auch:
- Ali, the Goat and Ibrahim, englischer Filmtitel